# Lê Thị Hương (cờ tướng)
Lê Thị Hương (sinh 1961) là một nữ kỳ thủ cờ tướng Việt Nam. Bà là người đầu tiên đoạt danh hiệu Vô địch quốc gia và giữ ngôi vị này 4 năm liên tiếp (Tứ liên quán) trên tổng số 5 lần vô địch trong suốt sự nghiệp thì đấu của mình. Bà được giới kỳ thủ cờ tướng đặt cho biệt danh "Diệt tuyệt sư thái".

## Sự nghiệp
Bà sinh ngày 7 tháng 5 năm 1961 tại Sài Gòn. Do tính cách tinh nghịch từ nhỏ, thân phụ bà đã dạy cờ để bà đầm tính hơn. Nhờ đó, bà phát triển năng khiếu chơi cờ và nhanh chóng trở thành một tay cờ hầu như không có đối thủ. Cuối thập niên 1970, sau khi song thân qua đời, bà mưu sinh bằng nghiệp cờ độ và kiếm được khá nhiều tiền.
Năm 1993, Thành phố Hồ Chí Minh tổ chức giải cờ Tướng dành cho nữ, bà được mời về thí đấu cho đội cờ quận 4. Tại giải này, bà được ông Quách Anh Tú, bấy giờ là Chủ tịch Hội cờ Thành phố Hồ Chí Minh phát hiện và tuyển vào đội tuyển Thành phố, rồi cử đi Bắc Kinh thi đấu giải Vô địch thế giới. Ngay lần đầu tiên thi đấu tại đấu trường quốc tế, bà đã đạt hạng 4 giải Vô địch thế giới. Cùng năm, bà giành được hạng 3 tại Giải các danh thủ châu Á tại Thái Lan và được phong cấp Quốc tế Đại sư.
Năm 1994, lần đầu tiên giải Vô địch quốc gia tổ chức thêm giải nữ. Bà ngay lập tức đoạt chức vô địch và giữ ngôi vị này trong 4 năm liền, được tôn xưng danh hiệu Tứ liên quán. Cũng trong năm 1994, bà đạt hạng 2 tại giải Đồng đội châu Á lần 8 tại Macau, được phong Đặc cấp Quốc tế Đại sư.
Sau năm 2005, sức cờ sa sút, chựng lại, bà chuyển qua làm công tác huấn luyện năng khiếu thành phố.

## Các danh hiệu
- 5 lần Vô địch Quốc gia (1994, 1995, 1996, 1997, 2000)
- Hạng 2 Giải Vô địch Quốc gia (2001)
- Hạng 3 Giải Vô địch Quốc gia (2002, 2003, 2004)
- 1993: hạng 4 giải Vô Địch Thế giới lần thứ 3 tổ chức ở Bắc Kinh.
- 1993: hạng 3 giải Các Danh Thủ châu Á tại Thái Lan, được phong Quốc tế Đại sư.
- 1994: hạng 2 giải Đồng Đội châu Á lần 8 tại Macau được phong Đặc Cấp Quốc tế Đại Sư.
- 1995: hạng 2 giải Danh Thủ châu Á tại Malaysia.
- 1996: hạng 2 giải Đồng Đội châu Á lần 9 ở Indonesia
- 2001: hạng 2 giải Danh Thủ châu Á tại Việt Nam